# Etyek
Etyek (németül: Edeck) nagyközség Fejér vármegyében, a Bicskei járásban. Elsősorban nemzetközi hírű bortermeléséről és az erre épülő turizmusáról ismert, de itt működik Európa egyik legjelentősebb filmstúdiója, a Korda Studios is.

## Fekvése
A település Fejér vármegye északkeleti peremén, az Zsámbéki-medence és az Etyeki-dombság találkozásánál fekszik, Bicskétől délkeletre, Budapesttől 26 kilométerre nyugatra, a 8106-os és a 8108-as utak találkozásánál, 176 méter tengerszint feletti magasságban. Közelebbi települések: Biatorbágy, Alcsútdoboz, Herceghalom.

## Története
A község neve eredetileg az Ete személynévből származik.
I. e. 9000-től az 1. század kezdetéig a Magyar-kút feletti Kakukk-hegyen és a Kálvária-dombon jött létre ősemberi település. 10-től 379-ig egy római kolónia volt található e helyen. 379-től a honfoglalásig (896-ig) hunok, avarok, eraviszkuszok éltek itt.
896 és 1326 között a falu a Csák nemzetség Fejér vármegyei birtokainak részét képezte. 1326-ban királyi birtok lett, a 14. század közepétől 1543-ig a székesfehérvári káptalan tulajdonába került. 1543 és 1686 között török hódoltsági területként a budai szandzsákhoz csatolták.
1637-ben a jezsuiták komáromi rendházának adományozták a falut, akik 1720 és 1770 között 112 német családot telepítettek a községbe. 1777-ben Mária Terézia Etyeket is a restaurált székesfehérvári káptalannak adományozta.
A község szomorú eseményei, a kétszer pusztító pestisjárvány, az első és második világháború sok áldozatot követeltek.
Bot községet 1927-ben egyesítették Etyekkel. 1913 és 1944 között az 5 katasztrális holdon aluli birtokosok száma jelentősen megnőtt, számuk 200-zal emelkedett. Földjüket szőlővel telepítették be, háztartásaikból tej, tojás stb. került piaci értékesítésre. A helyi iparos és kereskedő réteg kielégítette a lakosság igényeit.
1941-ben Etyek mezőgazdasági jellegű település volt, jelentős szőlőműveléssel. A községben 1000 kat. holdnál nagyobb birtok volt Metternich Sándor Klementina hercegnő 3000 kat. holdas birtoka, illetve a Székesfehérvári Székes Káptalan 1380 kat. holdas birtoka. 100 kat. holdnál nagyobb volt József főherceg és Kritzer Antal birtoka, ezenfelül a plébánosi javadalmi terület. Az összterület 52%-a tehát 5 nagybirtokos kezében oszlott meg, míg a fennmaradó területet 766 parasztbirtokos bírta. A község belterületén elenyésző százalékban éltek csak földnélküli agrárproletárok. A nagybirtokon a családtagjaikat beleszámítva mintegy 500 mezőgazdasági cseléd élt. A Metternich uradalom egy korszerűen irányított nagybirtok volt, melyen a fő termelési ágat a tehenészet jelentette, valamint külterjes növénytermesztéssel termesztettek nem munkaigényes növényeket.
Az 1944-es Helységnévtár adatai szerint Etyek község határa 8960 kat. hold volt. Hozzátartoztak: Bot, Dávidmajor, Háromrózsa, Józsefmajor, Klementinmajor, Ödönmajor, Paszkalinmajor, Richárdmajor.
1945. május 2-ig a Községi Földigénylő Bizottság 213 személynek 2271 kat. holdat osztott ki. 178 személynek 89 kat. hold házhelyet mértek ki. A fennmaradó területből a község és Pusztazámor is igényelt. 1945 áprilisában a község állatállományát a következőek alkották: 61 ló, 2 ökör, 86 tehén, 3 üsző, 8 borjú, 9 anyakoca, 22 süldő, 18 malac, 9 lúd, 15 kacsa, 184 tyúk.
A második világháborút követően a település németajkú lakosságának 80%-át (2300 főt) fosztották meg jogtalanul minden tulajdonától és 1946. március 15-ig a romokban lévő németországi Stuttgart környékére telepítették ki. Helyükre érkezett Kömlőről 71, Törökszentmiklósról 82, Kisnánáról 26, Gyöngyöstarjánról 24, erdélyi falvakból 78, etyeki pusztákról 34, egyéb helyekről pedig 113 család. 190 őslakó etyeki család maradt, ebből 21 magyar és 169 német volt. A betelepített földigénylők 8-12 kat. h., a gyermektelen családok 8 kat. h., a többgyermekesek a gyermekek száma szerint emelkedve max. 12 kat. h-t kaphattak. A földművelésszövetkezet 1945-ben egytantermes iskolát létesített Botpusztán és Richárdmajorban, 1947-ben már két iskola fenntartásáról gondoskodott. 1948. február 14-én megalakult a gépállomás, 8 db R-35-ös traktorral, 4 db cséplőgéppel, 1 db vontatóval, 1 szelektorral, 8 ekével és számos fogatos vetőgéppel és lókapával. Az első telephelye Botpusztán volt, működése Etyek, Mány és Alcsút községekre terjedt ki. 1953 februárjában az ÁVH 51 embert deportált Tiszaszentimrére.
A rendszerváltás után a község teljes infrastruktúrája (ivóvíz, szennyvízhálózat, földgáz, telefon, szilárd burkolatú utak, kábel tv) kiépült. Színvonalas énekkar és számos civil szervezet is működik itt, élénk népművészeti és művészeti élettel.

## Közélete

### Polgármesterei
- 1990–1994: Dr. Papp Ferenc (független)[7]
- 1994–1998: Till Mihály (független)[8]
- 1998–2002: Kálmán Lajos (független)[9]
- 2002–2006: Kálmán Lajos (független)[10]
- 2006–2007: Nádpor Ármin (független)[11]
- 2008–2008: Juhász László (független)[12]
- 2009–2010: Szűcs Lajos (független)[13]
- 2010–2014: Garaguly Tibor (független)[14]
- 2014–2019: Garaguly Tibor (független)[15]
- 2019–2022: Zólyomi Tamás (Fidesz-KDNP)[16]
- 2022–2024: Zólyomi Tamás (Fidesz-KDNP)[17]
- 2024– : Zólyomi Tamás (Fidesz-KDNP)[1]

A településen 2008. február 3-án időközi polgármester-választást tartottak, az előző polgármester lemondása miatt. Majdnem pontosan egy évvel később, 2009. február 1-jén újabb időközi választásra kellett sort keríteni, azonos okból.
2020. november 8-án ismét időközi polgármester-választást (és képviselő-testületi választást) kellett volna tartani a településen, mert a képviselő-testület július végén feloszlatta magát. Az időközben kialakult koronavírus-járvány miatt azonban a választást a tervezett időpontban már nem lehetett megtartani, arra csak másfél évvel később, 2022. május 8-án lehetett sort keríteni.

## Népesség
Az 1930-as népszámlálás idején a községben 865 magyar és 3133 német anyanyelvű polgár lakott.
Az 1941-es népszámláláskor 4033 fő lakott Etyeken. Az anyanyelvi megoszlás a faluban a következőképpen alakult: magyar: 867 (21,5%), német: 3153 (78,2%), egyéb: 11 (0,3%). Magyarul tudott 3278 személy (81,3%). Nemzetiségi hovatartozás szerint: magyar: 1717 (42,6%), német: 2307 (57,2%), egyéb: 9 (0,2%).
A település népességének változása:
| Lakosok száma | 4110 | 4100 | 4112 | 4324 | 4564 | 4460 | 4473 |
|               | 2013 | 2014 | 2015 | 2021 | 2022 | 2023 | 2024 |

A 2011-es népszámlálás során a lakosok 82,8%-a magyarnak, 2,2% cigánynak, 4,8% németnek, 0,7% románnak, 0,2% szerbnek, 0,2% szlováknak, 0,2% ukránnak mondta magát (17,1% nem nyilatkozott; a kettős identitások miatt a végösszeg nagyobb lehet 100%-nál). A vallási megoszlás a következő volt: római katolikus 33,2%, református 11,2%, evangélikus 0,6%, görögkatolikus 0,7%, felekezeten kívüli 21,2% (31,4% nem nyilatkozott).
2022-ben a lakosság 84,7%-a vallotta magát magyarnak, 3,4% németnek, 0,8% cigánynak, 0,3% románnak, 0,2% szerbnek, 0,2% görögnek, 0,1-0,1% lengyelnek, horvátnak, örménynek, bolgárnak és szlováknak, 4,7% egyéb, nem hazai nemzetiségűnek (14,9% nem nyilatkozott; a kettős identitások miatt a végösszeg nagyobb lehet 100%-nál). Vallásuk szerint 25,9% volt római katolikus, 10,4% református, 1,3% görög katolikus, 0,6% evangélikus, 0,1% ortodox, 1,1% egyéb keresztény, 0,6% egyéb katolikus, 15,3% felekezeten kívüli (44,5% nem válaszolt).

## Gazdaság
Etyek vidékén az 1900-as évektől jelentős a szőlőtermesztés, amely kötődik a Törley-pezsgőgyár termeltetési tradícióihoz. A kevés csapadékkal és bőséges napsütéssel jellemezhető itteni klíma és a talaj karakteres, savas borok készítésére tették alkalmassá a területet. Az évszázados szőlőkultúra eredményeként a falu néhány éve már a történelmi borvidék táborához tartozik. A több mint 800 hektáron termelt szőlő egyrészt a budafoki Törley pezsgő alapanyagát adja, másrészt az egyre kedveltebb etyeki borok (chardonnay, sauvignon blanc, szürkebarát, királyleányka, rajnai rizling) készülnek belőle.
Az Etyek–Budai borvidék Magyarország legfiatalabb borvidéke. A Bicskétől Pákozdig húzódó szőlőültetvény 1990-ben emelkedett borvidéki rangra, 1997-től Etyek-Budai borvidék néven szerepel.

## Nevezetességei
- Borászat (, , , )
- Magyar-kút, Ez a forrás - melynek vízhozama ma is 6-700 liter percenként - táplálja évezredek óta a Nádas tavat, mely egykor valószínűleg Háromrózsáig terjeszkedett. A kút épülete a XIX. század első felében épült klasszicista stílusban. A Magyar-kút adta az ivóvizet az emberek és állatok részére. A legeltetett állatok terelése a Magyar-kúthoz mindennapos tevékenység volt. Az asszonyok előszeretettel mosták itt a ruhákat. Egyszerűen deszkalapra fektették, azután mosófával (prakkerrel) ütögették (prakkerolták) az áztatott ruhát. A gyerekek is megtalálták játékukat a kútnál, amíg a felnőttek munkájukat végezték, ők pancsolhattak a vízben. Jóllehet a Magyar-kút 18 évvel túlélte az etyeki németek kitelepítését, szomorú sorsát nem kerülhette el. A hatvanas évek közepén kiépítették az egész faluban a vízvezeték-hálózatot. Az, hogy Etyek ivóvíz-ellátást kapott, természetesen örvendetes dolog volt, de ezért kemény árat kellett fizetni az etyekieknek. Higiéniai okok miatt - így mondták akkor - be kellett temetni mindhárom medencét. Több, mint 30 év után az 1990-es években került sor a kút és környéke helyreállítására. Visszakerült ide a Nepomuki Szent János-szobor, itt állították fel továbbá a Kitelepítési emlékművet. A vizet azonban nem lehetett megmenteni, a rengeteg műtrágyának, amelyet évtizedeken keresztül esztelenül szétszórtak a földeken, meglett a szomorú következménye: az egykori finom forrásvíz már több éve ihatatlan, de ismét szabadon és büszkén folyik, éppen úgy, mint évezredekkel ezelőtt, és táplálja a Nádas tavat…
- Etyekwood - Andrew G. Vajna producer és Demján Sándor nagyvállalkozó itt építették fel a Korda Filmstúdiókat.
- Kálvária-domb, Az etyeki kálvária története talán a templom építése idején, vele egyidőben, vagy nem sokkal később kezdődött. A stációk elhelyezése és rendje a felfelé vezető úton cikk-cakk-vonalban, majd a magaslatokon körben találhatók. A fülkékbe helyezett képek fémlapra (vaslemezre, bádogra) voltak festve. Festőjük ismeretlen. Kálvária képe még romjaiban is nagyszerű látványt mutat a falu közepén. Fellelhető a rendező elv, az adottságok érvényre juttatásának szándéka. A stációk sora a térszervezés szép rendjére vall. A Kálvária felújítása 2000 februárjában kezdődött és június végén fejeződött be. Átadása és felszentelése az Etyeki Búcsú alkalmából volt. A stációkövek, a Szent Vendel szobor és a három kereszt restaurálását Rákos Péter, Sütő József és Mészáros János restaurátorok végezték. A stációkon lévő alumínium kereszteket Vendli Péter készítette. A mozaikképek Csókos Varga Györgyi munkái.
- Római katolikus templom Sarlós Boldogasszony tiszteletére szentelve (Épült: 1814 és 1816 között, neobarokk stílusban, Rieder József tervei alapján.) ()
- Református templom az Etyeki Református Egyházközség tulajdonában áll. Késő barokk stílusú, mai formája 1839-es átépítésekor alakult ki. 15 méter magas tornya eredetileg a homlokzat előtt állt, később építettek mellé helyiségeket. A templom belső tere 6,5×15 méteres, festett rozettás mennyezetű.
- Boti kápolna: római katolikus templom a szeplőtelen fogantatás tiszteletére szentelve (Eredetileg gótikus stílusban épült, a 15. században.) (, )
- Helytörténeti gyűjtemény
- Körpince-sor
- Köztéri műalkotások: Mária-oszlop; Nepomuki Szent János-szobor; Segítő Szűzanya-szobor; Szent Orbán-szobor; Kitelepítési emlékkő.
- Hagyományos építészeti elemeket őrző utcaképek.

## Kultúra
Etyeket számos művész választotta otthonául.
Évente megrendezett események:
- Föld napja (április utolsó előtti vasárnapján)
- Etyeki Pincefesztivál (május végén) (2003-ban jött létre, 2012-ben tartották meg az utolsó pincefesztivált Etyeken, helyette Etyeki Piknik jött létre 2013. január 19-től)[23]
- Etyeki Búcsú (július első hétvégéjén, Sarlós Boldogasszony tiszteletére )
- Etyeki Kezes-Lábos Gasztronómiai Fesztivál (szeptember végén) (2003-ban jött létre, 2012-ben megszűnt, 2012-ben tartották meg az utolsó gasztronómiai fesztivált Etyeken, helyette Etyeki Piknik jött létre 2013. január 19-től)
- Etyeki Piknik (évente négyszer)

## Testvértelepülése
- Remshalden, Németország (Baden-Württemberg)

## Képgaléria

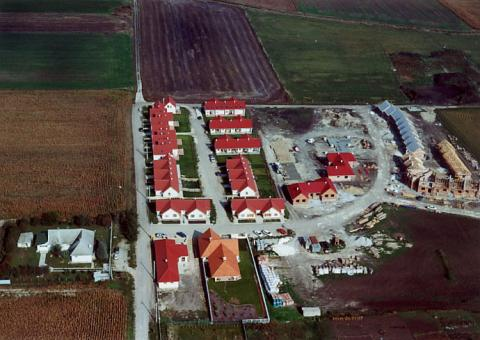
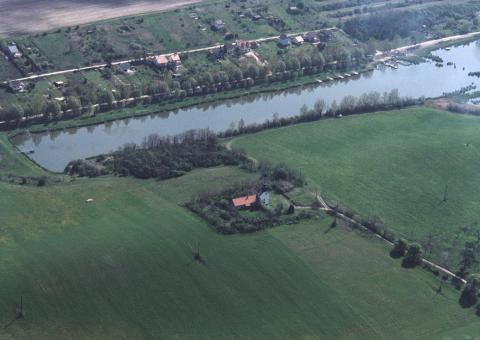
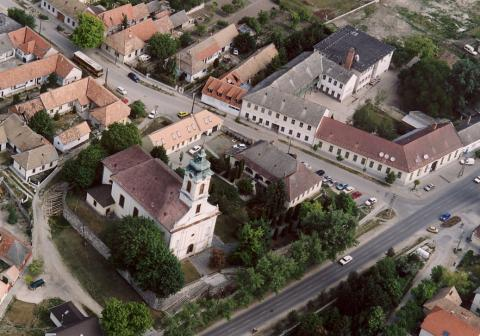
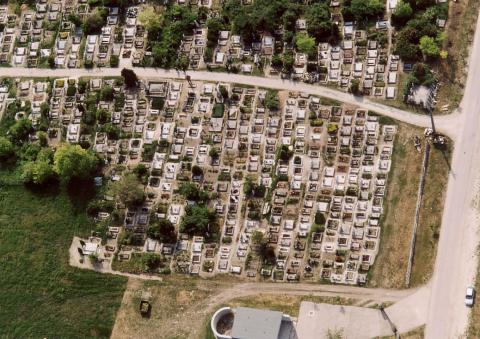

## Nevezetes emberek
- Itt született 1968-ben Buzás Bálint zenész (tubás), zenepedagógus, zenekarvezető.
- Itt született 1987-ben Egger Géza színész.
- Itt borászkodott és az itteni boraival szerezte meg hazánkban másodikként, 1992-ben az év bortermelője címet Báthori Tibor kertészmérnök.